# Vilsberg
Vilsberg – miejscowość i gmina we Francji, w regionie Grand Est, w departamencie Mozela.
Według danych na rok 1990 gminę zamieszkiwało 388 osób, a gęstość zaludnienia wynosiła 78 osób/km² (wśród 2335 gmin Lotaryngii Vilsberg plasuje się na 671. miejscu pod względem liczby ludności, natomiast pod względem powierzchni na miejscu 1012.).